# Herb gminy Kościelisko
Herb gminy Kościelisko – symbol gminy Kościelisko, autorstwa Sebastiana Pitonia.

## Wygląd i symbolika
Herb przedstawia na tarczy w polu błękitnym srebrny zarys gór (Tatr), przed nim drewnianą wieżę kościelną, zwieńczoną stożkowym dachem i krzyżem (nawiązanie do kościoła w Kościelisku), a w dolnej części tarczy srebrny kwiat dziewięciornika z zielonymi liśćmi, symbolizujący przyrodę gminy. Całość nawiązuje do pieczęci gminnej Kościeliska z XIX wieku, jednak występuje w zmienionej formie.

## Historia

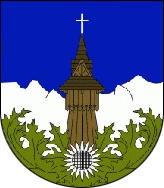
Wzór obowiązujący do 2020

Herb gminy został wyłoniony w konkursie, jednak nie spełniał wymagań heraldycznych i był traktowany jako logo. W 2017 rozpoczęto prace nad stworzeniem systemu identyfikacji wizualnej gminy, w ramach których m.in. odświeżono i poprawiono czytelność wzoru herbu, nie wprowadzając jednak poważnych zmian. Nowy wzór symbolu gminy, autorstwa Kolektywu Musk, zaprezentowano w 2020.